# Juan Antonio Bayona
Juan Antonio García Bayona (Barcelona, 9 de maig de 1975), conegut amb el nom de J. A. Bayona, i fins i tot Jota, és un director català de cinema.

## Biografia
Format a l'Escola Superior de Cinema i Audiovisuals de Catalunya, on va cursar l'especialitat de director, va començar la seva carrera com a director de videoclips i anuncis de televisió.
El seu primer llargmetratge, pel qual és descobert a nivell mundial, el film de terror L'orfenat, s'estrenà al Festival Internacional de Cinema de Canes el 20 de maig de 2007 amb un gran èxit de públic i recaptació. Fou nominada a 14 Premis Goya l'any 2008, dels quals en guanyà 7, incloent-hi el de millor director novell per Bayona.
El seu segon llargmetratge, el film de catàstrofes The Impossible, protagonitzada per Tom Holland, Ewan McGregor i Naomi Watts, ambientat en el Tsunami de l'oceà Índic del 2004, fou nominat a 14 Premis Goya, dels quals en guanyà 5, incloent-hi el de millor director. Watts també fou nominada al Globus d'Or a la millor actriu dramàtica i a l'Oscar a la millor actriu.Va ser un altre èxit de critica i comercial per un tema tanmateix sensible: el relat d'una família escapada del Tsunami del 26 de desembre de 2004.
El seu tercer llargmetratge, Un monstre em ve a veure, va finalitzar el seu rodatge a Terrassa.
El maig de 2016, es va anunciar que Bayona inauguraria la cerimònia dels premis Princesa de Girona presidida pels reis.
El 18 d'abril de 2016, Colin Trevorrow, el director del primer film Jurassic World, va revelar que Bayona, elegit per Steven Spielberg, en dirigiria una seqüela (Jurassic World: El regne caigut), amb un pressupost de 260 milions de dòlars. La pel·lícula va ser estrenada el 22 de juny de 2018.
La Paramount li ha confiat dirigir la continuació del blockbuster de zombies World War Z, programada per 2017, però el gener de 2016, va anunciar que abandona el projecte 
El 2014, realitza també els dos primers episodis de l'aclamada sèrie fantàstica Penny Dreadful.
El 2016, realitza Alguns minuts després de mitjanit (A Monster Calls), film fantàstic amb Liam Neeson i Felicity Jones.

## Filmografia
- 2007: L'orfenat (El orfanato)
- 2012: The Impossible
- 2014: Penny Dreadful (sèrie; dos episodis)[13]
- 2016: Un monstre em ve a veure (A Monster Calls)
- 2018: Jurassic World: El regne caigut (Jurassic World: Fallen Kingdom)
- 2022: El Senyor dels anells: els anells de poder (sèrie; dos episodis)
- 2023: La sociedad de la nieve

## Guardons

### Premis
- 2007: Goya al millor director novell per L'orfenat
- 2013: Gaudí a la millor direcció per The Impossible
- 2017: Gaudí a la millor direcció per Un monstre em ve a veure